# Sphyracephala europaea
Sphyracephala europaea (лат.) — вид двукрылых из семейства стебельчатоглазых мух.

## Внешнее строение
Мухи коричневого цвета, длиной около 4 мм. Глазные стебельки направлены в бок глазные стебли. Ширина головы почти в два раза больше ширины груди. Лоб сужен. Лицо длинное и широкое, почти треугольное. Вибриссы отсутствуют. Усики короткие, находятся в дистальной части глазных стебельков. Хоботок короткий и толстый. Щиток выпуклый с двумя отростками по бокам и на вершине. Крылья длинные, густо покрыто мелкими щетинками (микротрихиями). В центре и на вершине крыльев имеется два тёмных пятна. Жилки коричневые. Костальная жилка без перерывов. Бёдра в передней части вздутые.

## Экология
Населяют увлажнённые местообитания вдоль берегов рек, встречаются среди травянистой растительности или теневой стороне скал. Мухи летают или рано весной (апрель и май) или осенью (октябрь и ноябрь). При благоприятных условиях мухи образуют большие скопления. Особенности питания и развития этого вида не известны, но предполагают, что, как и другие представители рода, они являются сапрофагами.

## Распространение
Единственный представитель семейства в фауне Европы. Вид обнаружен только в Венгрии, Сербии и Болгарии. Описан только в 1997 году, хотя на возможное присутствие рода Sphyracephala в южной Европе указал Вилли Хенниг ещё в 1941 году.